# ويلي ميراندا
ويلي ميراندا هو لاعب كرة قاعدة كوبي، ولد في 24 مايو 1926، وتوفي في 7 سبتمبر 1996 في بالتيمور في الولايات المتحدة.

## وصلات خارجية
- ويلي ميراندا على موقعبيزبول رفرنس.كوم (الدوري الرئيسي) (الإنجليزية)